# Guy Williams (baloncestista)
Guy Bernard Williams (Los Ángeles, California, 1 de julio de 1960) es un exjugador de baloncesto estadounidense que jugó 2 temporadas en la NBA, además de hacerlo en la liga italiana y en la liga francesa. Con 2,05 metros de estatura, lo hacía en la posición de ala-pívot.

## Trayectoria deportiva

### Universidad
Jugó durante dos temporadas con los Dons de la Universidad de San Francisco, en las que promedió 10,7 puntos y 3,6 rebotes por partido, formando parte del quinteto más alto de toda la competición (el jugador más bajo medía 1,96), teniendo como compañero el primer año a Bill Cartwright, de 2,16. Esa temporada llegaron a disputar el Tormeo de la NCAA. Dejó el equipo tras ser investigados y castigados por la NCAA, siendo transferido a los Cougars de la Universidad Estatal de Washington, donde jugó dos temporadas más, batiendo en la segunda de ellas el récord de anotación en un partido, con 43 puntos ante Idaho State, y acabar como máximo anotador y reboteador del equipo, con 18,8 puntos y 8,9 rebotes por partido.

### Profesional
Fue elegido en la trigésimo cuarta posición del Draft de la NBA de 1983 por Washington Bullets, a pesar de que en su última temporada en la universidad se lesionara de gravedad en la rodilla que le hicieron pasar por el quirófano y estar alejado de las pistas durante año y medio. Tras perderse la primera temporada entera, al año siguiente participó en 21 partidos con los Bullets, en los que promedió 2,9 puntos y 1,3 rebotes.
Fue despedido antes del comienzo de la temporada 1985-86, firmando poco después como agente libre por los Golden State Warriors, pero solo duró un par de semanas, en las que disputó 5 encuentros anotando 7 puntos en total.
Continuó su carrera al año siguiente en la liga italiana, fichando por el Aurora Desio de la Serie A2, donde jugó una temporada, en la que promedió 21,7 puntos y 6,9 rebotes por partido. Jugó posteriormente en varios equipos europeos, regresando a Italia en 1990 para disputar tan sólo 4 encuentros con el Aresium Milano. Acabó su carrera jugando una temporada en el Chorale Roanne Basket de la liga francesa.

## Estadísticas de su carrera en la NBA

### Temporada regular
| Temporada | Edad | Equipo                | Liga | P  | TIT | MIN | TC  | TCA | %TC  | 3P  | 3PA | %3P  | TL  | TLA | %TL  | R.OF. | R.DEF. | REB | ASIS | ROB | TAP | PER | FP  | PTS |
| 1984-85   | 24   | Washington Bullets    | NBA  | 21 | 0   | 5.7 | 1.4 | 3.0 | .460 | 0.0 | 0.2 | .250 | 0.1 | 0.2 | .400 | 0.7   | 0.6    | 1.3 | 0.4  | 0.2 | 0.1 | 0.4 | 0.8 | 2.9 |
| 1985-86   | 25   | Golden State Warriors | NBA  | 5  | 0   | 5.0 | 0.4 | 1.0 | .400 | 0.0 | 0.0 |      | 0.6 | 1.2 | .500 | 0.0   | 1.2    | 1.2 | 0.0  | 0.2 | 0.4 | 0.0 | 1.4 | 1.4 |
| Total     |      |                       | NBA  | 26 | 0   | 5.5 | 1.2 | 2.6 | .456 | 0.0 | 0.2 | .250 | 0.2 | 0.4 | .455 | 0.6   | 0.7    | 1.3 | 0.3  | 0.2 | 0.2 | 0.3 | 0.9 | 2.6 |